# 烏伊哈島

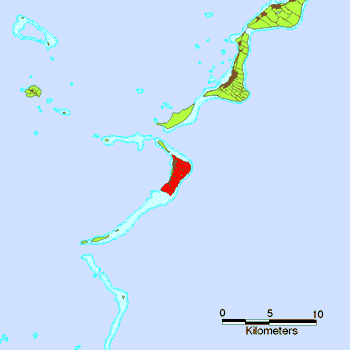
烏伊哈島在哈派群島的位置

烏伊哈島是太平洋島國湯加的島嶼，屬於哈派群島的一部分，位於福阿島和利富卡島以南，面積5.36平方公里，是王室成員墓地的所在地，2006年人口638。